# AGM-65 Maverick
AGM-65 Maverick (/mævrɪk/, «Маверик») — американская тактическая ракета класса «воздух-поверхность».
Предназначена для оперативного нанесения высокоточных ударов по противнику. Ракета позволяет уничтожать хорошо бронированные и движущиеся цели в условиях городской застройки.

## Модификации
| Боевая часть       | ГСН    | Модификации         | Производители |
| ------------------ | ------ | ------------------- | ------------- |
| Осколочно фугасная | ПЗС    | AGM-65 J, JX, K     |               |
| Осколочно фугасная | ИК     | AGM-65 F, F2, G, G2 |               |
| Осколочно фугасная | Лазер  | AGM-65 E, E2        |               |
| Кумулятивная       | ПЗС/ТВ | AGM-65 A, B, H      |               |
| Кумулятивная       | ИК     | AGM-65D             |               |

В ходе разработки лазерной головки самонаведения (Laser Maverick) конкурировали между собой Martin Marietta, Texas Instruments и Rockwell International. Победу в итоге одержала последняя. Лазерная ГСН является взаимозаменяемой с ракетами Hellfire и другими УРВП находившимися на вооружении палубной авиации ВМС и КМП США на момент её разработки.

## Модернизация
В 1982 г. командование ВВС США заключило контракт с «Хьюз Эйркрафт», по которому на модернизационные научно-исследовательские и опытно-конструкторские работы генподрядчику предполагалось выделить $600 млн. бюджетных средств в течение трёх лет (1982—1985), что вызвало отрицательные отзывы со стороны военного сообщества и критику администрации президента Рейгана, главным образом, ввиду крайне низкой надёжности ракет данного типа. На тот период времени (середина 1980-х), стоимость ракет Maverick в зависимости от модификации составляла, по разным данным, от $45 до 71 тыс., что как минимум в десять раз превосходило стоимость более простой и надёжной противотанковой ракеты TOW (около $4 тыс.). А в перспективе, с внедрением в производство модернизированных серийных моделей Maverick с системами наведения FLIR, стоимость серийного боеприпаса ещё более возрастала, что делало Maverick чрезвычайно дорогим средством ведения войны, — дешевле было выпустить по цели десять ракет TOW, чем одну Maverick.

## Тактико-технические характеристики
- Длина: 2,5 м
- Диаметр: 305 мм
- Размах крыла: 719 мм

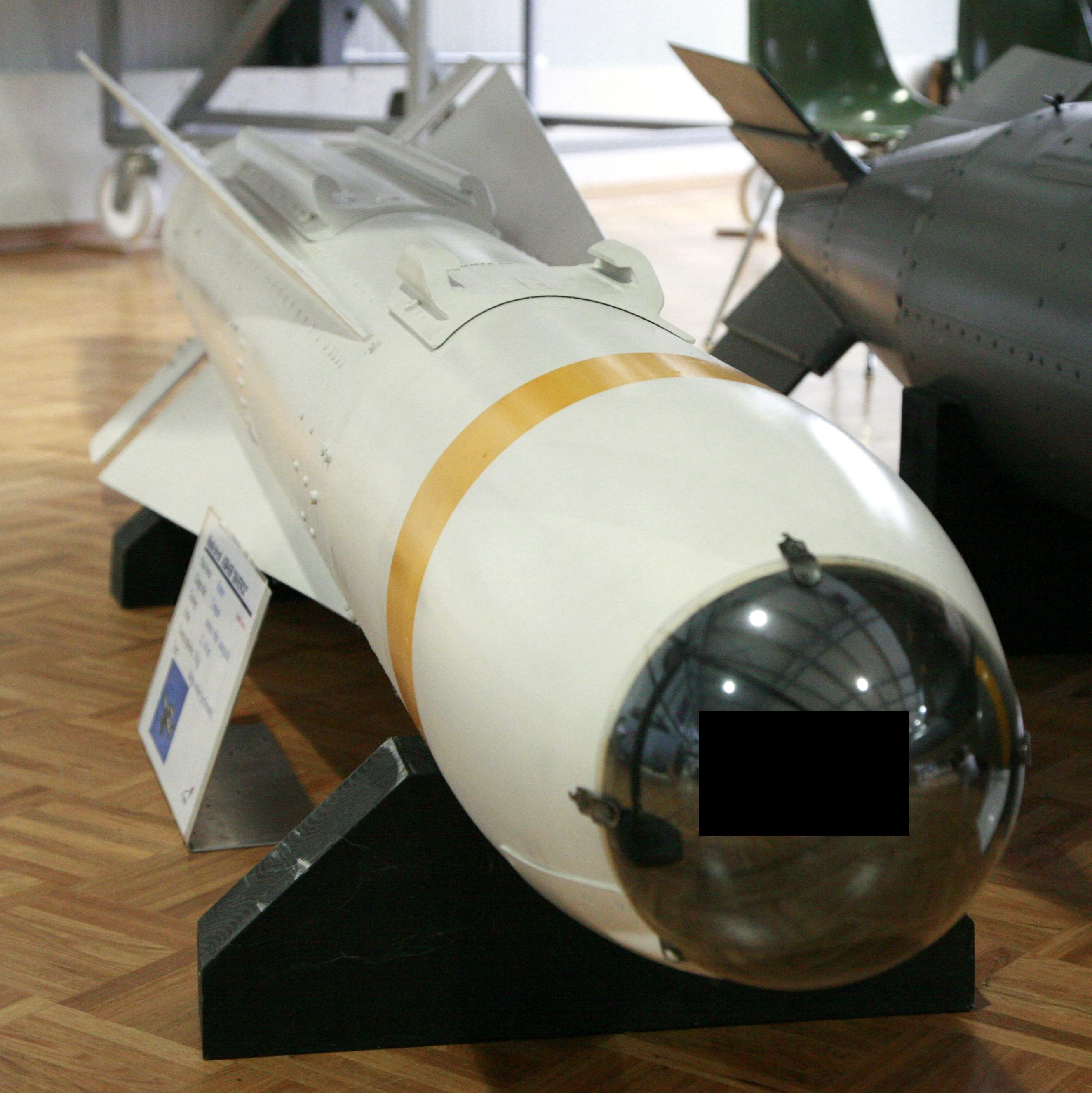
Инертная AGM-65 Maverick Швейцарских ВВС, в экспозиции авиабазы Паерн

- Масса: от 209 до 304 кг в зависимости от модели и массы боевой части
- Двигатель: 2-режимный РДТТ Thiokol TX-481
- Дальность стрельбы: 27,3 км
- Скорость полёта ракеты: 0,93 М (1150 км/ч)
- Система наведения: телевизионная в моделях A и B, по инфракрасному изображению в моделях D и G, лазерная — модель E, с подключением инфракрасной — модель F
- Боевая часть:
  - Модели — E, F, G, J, K: осколочно-фугасная проникающая, 135 кг (контактный взрыватель, для защищённых целей — замедленного действия)
  - Модели — A, B, D, H: кумулятивная WDU-20/B, 57 кг (с контактным взрывателем)
- Точность, КВО: ~1,5 м (модель A)

## Помехоустойчивость
Представители заказчика, ответственные за приёмку ракеты у производителя и присутствовавшие во время полигонных и войсковых испытаний серийного образца, в конфиденциальном порядке сообщили американской прессе, что модели ракеты с телевизионной системой наведения имеют откровенно плохую управляемость, а инфракрасная головка самонаведения самонаводящихся моделей имеет весьма серьёзные проблемы с распознаванием цели и очень часто не может отличить танк или другую единицу бронетехники, для применения против которой она предназначена, от легкового автомобиля или россыпи камней, нагревшихся на солнце, — даже поверхность водоёмов, отражающая солнечный свет, могла легко сбить ракету с цели. В этой связи, словесное название ракеты, переводящееся как «бродяга», иронично истолковывалось журналистами как весьма подходящее для такого рода оружия.

## Носители

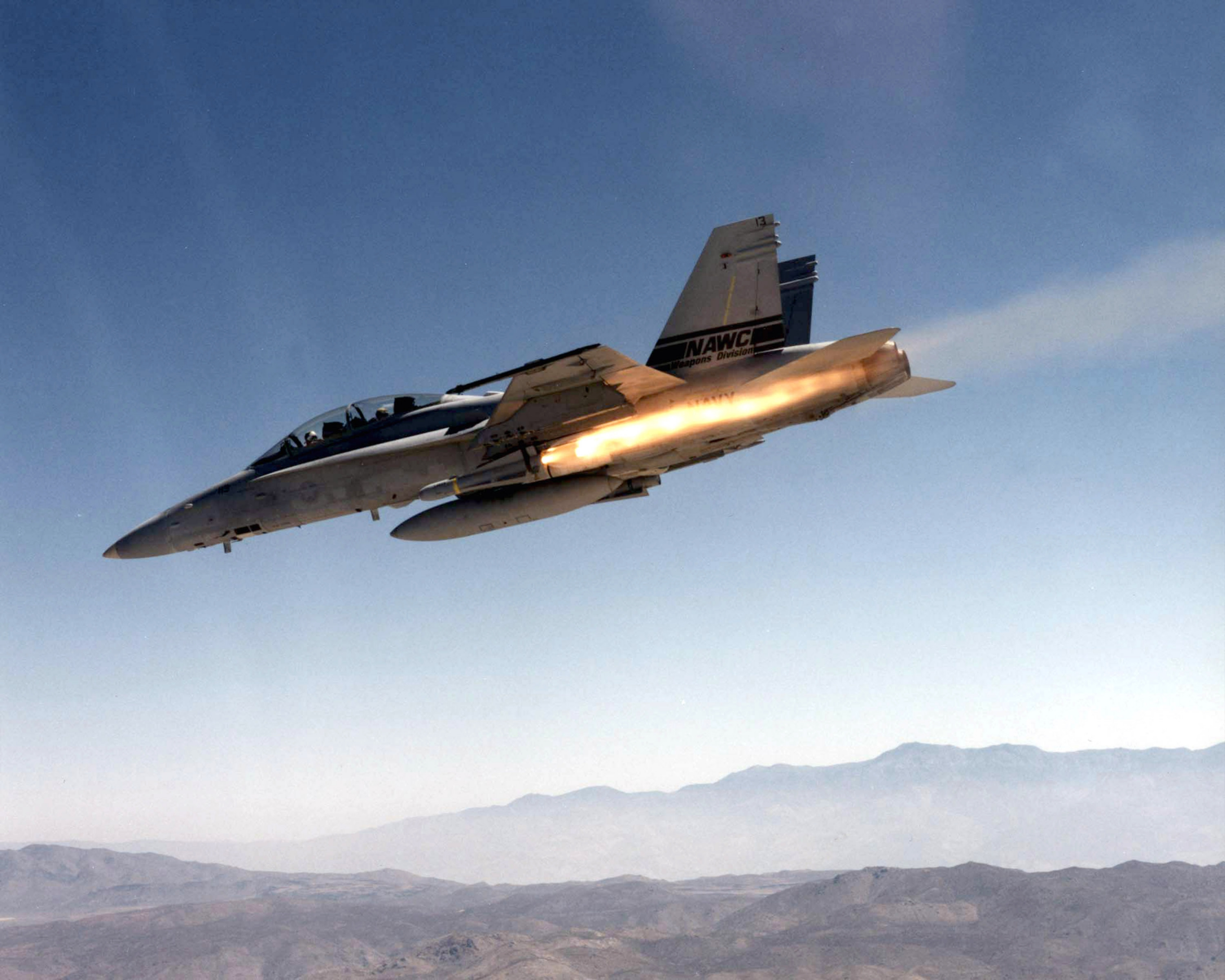
Запуск AGM-65 с F/A-18D Hornet

В качестве ПУ для «Maverick» ВМС, ВВС и КМП США использовали однобалочную LAU-117/A и трёхбалочную ПУ LAU-88/A на самолётах:
- Douglas A-4 Skyhawk
- Grumman A-6 Intruder
- LTV A-7 Corsair II
- Fairchild Republic A-10A Thunderbolt II
- Bell AH-1W Super Cobra
- McDonnell Douglas AV-8B Harrier II
- McDonnell Douglas F-4 Phantom II
- Northrop F-5
- McDonnell Douglas F-15E Strike Eagle
- General Dynamics F-16 Fighting Falcon
- McDonnell Douglas F/A-18 Hornet
- Boeing F/A-18E/F Super Hornet
- General Dynamics F-111 Aardvark
- Lockheed P-3 Orion
- Kaman SH-2G Super Seasprite

## Эксплуатанты
| - Австралия: F/A-18 Hornet, F/A-18F Super Hornet - Канада: CF-18 Hornet (AGM-65G Maverick) - Египет: F-4E Phantom, F-16A/B/C/D (AGM-65 A/B/E Maverick) - Чили - Греция: F-16 Block 30, F-16 Block 50, F-16 Block 52+, F-4 Phantom II - Венгрия: JAS 39 Gripen - Индонезия: F-16A/B Block 15 OCU - Иран: F-4E Phantom II, SH-3D Sea King - Израиль: F-16 Fighting Falcon - Италия: AV-8B Harrier - Дания: F-16 Fighting Falcon - Малайзия: F/A-18D Hornet, BAE Hawk 208 и МиГ-29Н - Нидерланды: F-16 MLU - Новая Зеландия: Kaman SH-2G Super Seasprite | - Пакистан: F-16 Fighting Falcon - Польша: F-16 Block 50/52 Plus - Португалия: F-16A/B Block 15 OCU, F-16AM/BM MLU - Китайская Республика: F-16A/B Block 20 - Сербия: СОКО J-22 Орао, СОКО Г-4 Супер Галеб - Сингапур: F-16C/D Block 52 - Республика Корея: KAI T-50 Golden Eagle, F-16C/D Block 52D, F-15K, F-4D/E - Испания: EF-18; AV-8B Harrier - Швеция: JAS 39 Gripen - ОАЭ: С 2009 года заказано 500 ракет на сумму $170 млн - Таиланд: F-16A/B Block 15 OCU, JAS 39 Gripen - Турция: F-16 Block 50/52 Plus, F-4E - Великобритания: Harrier GR7 - Япония - Швейцария |

## Боевое применение

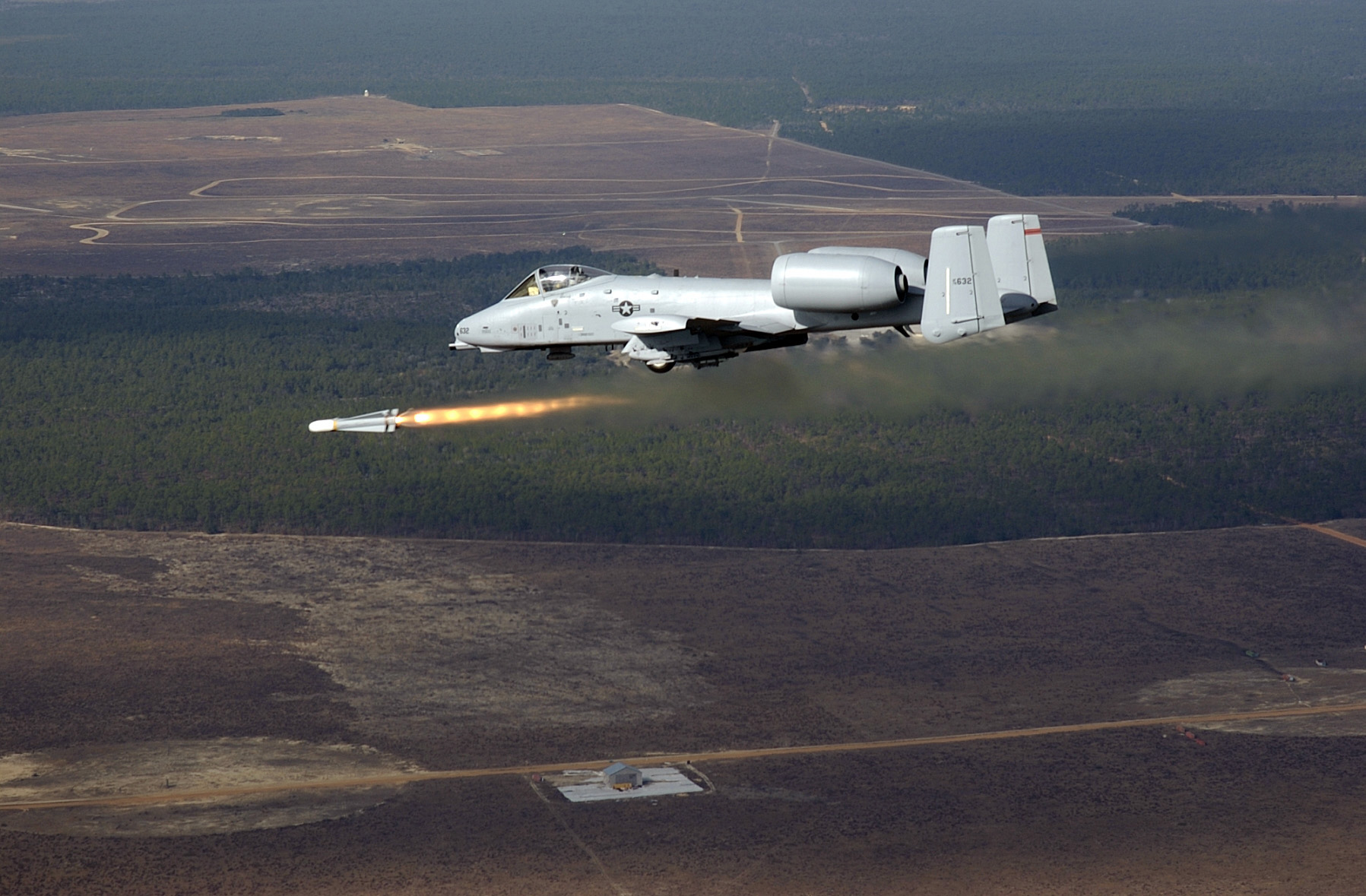
Запуск AGM-65 со штурмовика A-10 Thunderbolt II

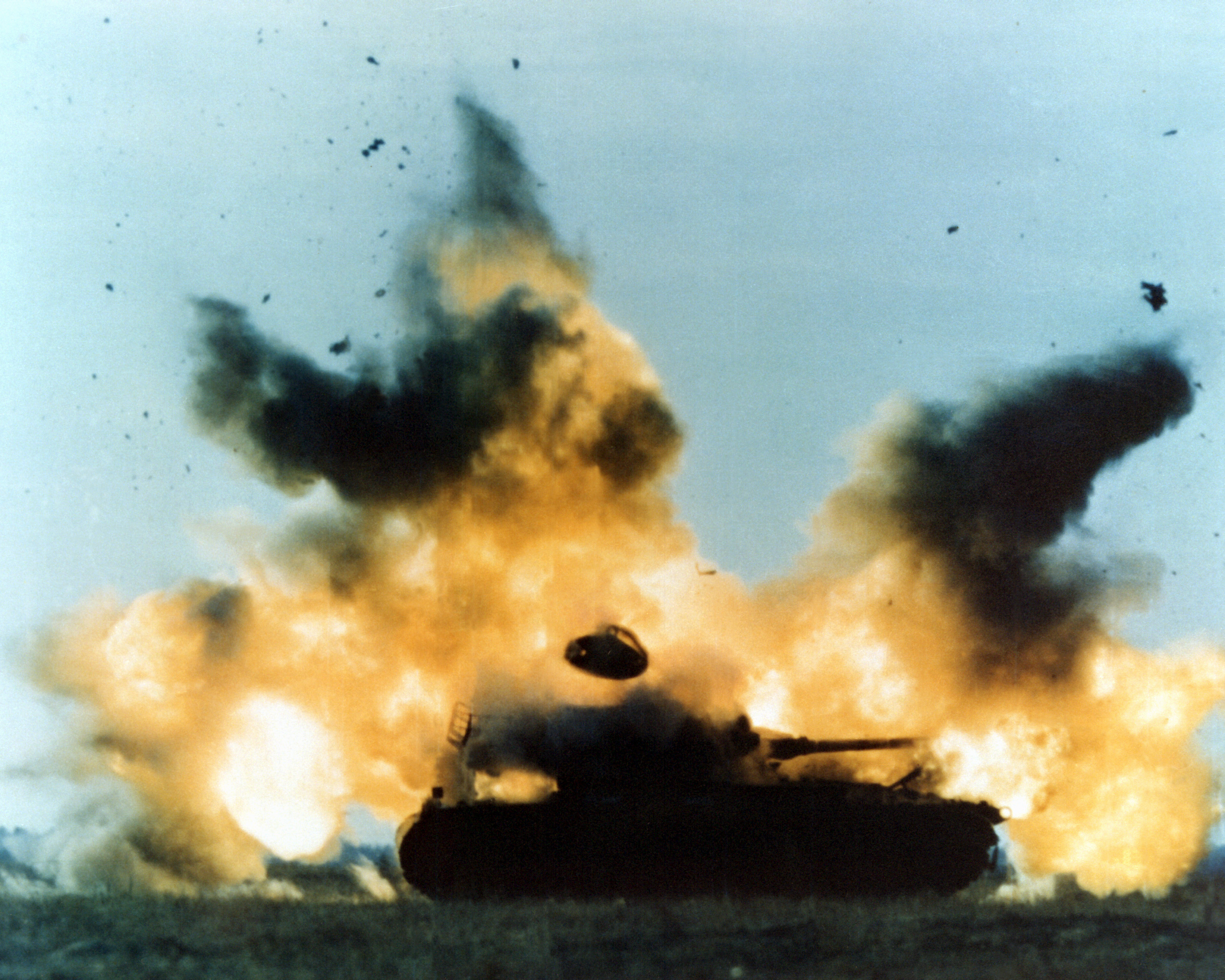
Взрыв танка M48 «Паттон» после попадания ракеты AGM-65 «Маверик»

Применялась в Ирано-Иракской войне. В частности, 18 октября 1980 года иранский истребитель F-4 «Фантом» из-за ошибки идентификации устроил морской бой с иранским спасательным кораблём Tiran ВМС Ирана, который в это время спасал моряков выживших после попадания иракской ракеты по другому кораблю. В ходе боя «Фантом» с помощью ракеты AGM-65 Maverick уничтожил корабль своих товарищей. В результате трагедии погибло множество иранских моряков, выжил только лишь один наблюдатель.
Ракета Maverick широко использовалась ВВС США в ходе операции «Буря в пустыне» — по целям было выпущено более 5000 ракет вариантов AGM-65B/D/G, в основном, с штурмовиков A-10 Thunderbolt II. Сообщается, что коэффициент попаданий составил 0,8-0,9 (80-90 %). Корпус морской пехоты США в ходе операции «Буря в пустыне» применял AGM-65E с коэффициентом попаданий около 0,6.